# Ruta del Che

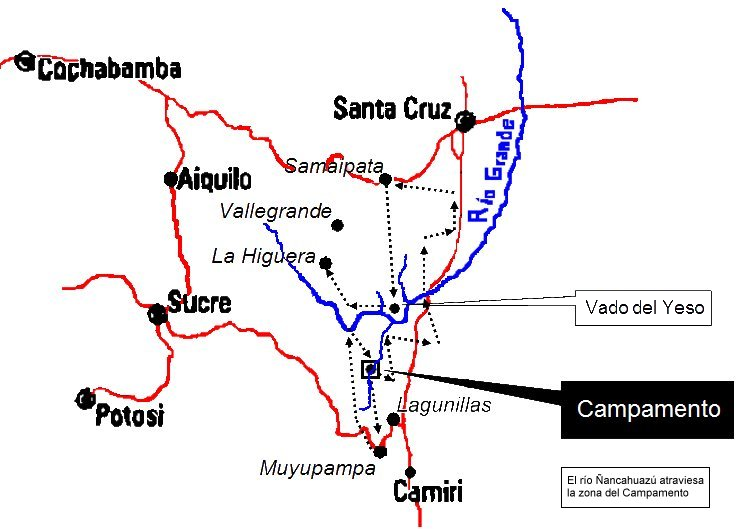
"La ruta del Che". La línea punteada señala el camino del grupo guerrillero dirigido por Guevara hasta el lugar en que fue fusilado. Hoy es un circuito de memoria y turístico.

La ruta del Che es el término que se utiliza para referirse al derrotero seguido por el guerrillero argentino Ernesto Che Guevara y sus hombres en la zona de Ñancahuazú, en Bolivia, durante 1966 y 1967 y que terminó con su ejecución en La Higuera el 9 de octubre de 1967 y la posterior exposición de su cuerpo y entierro clandestino en Vallegrande. Actualmente es un frecuentado circuito de memoria histórica y turístico.

## Ubicación

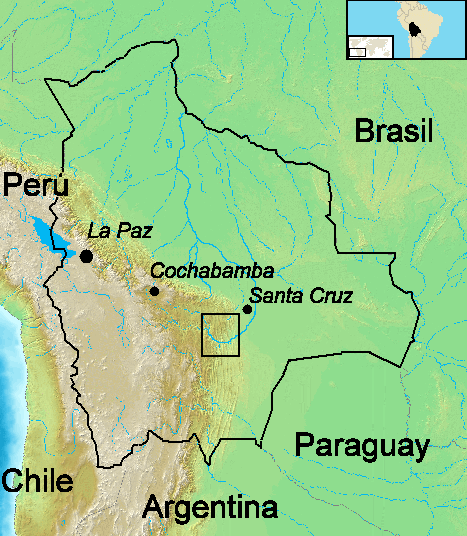
Mapa de Bolivia. El recuadro señala la zona de actuación de la guerrilla del Che Guevara en 1966-1967.

Las operaciones del Che Guevara y su grupo guerrillero en 1966 y 1967 tuvieron como epicentro una finca adquirida sobre el Río Ñancahuazú, un río de montaña temporario, afluente directo del Río Grande, ubicado en la zona sudeste de Bolivia, donde las últimas estribaciones de la Cordillera de los Andes se unen con las llanuras del Gran Chaco.
Se trata de una zona escasamente poblada, asiento de comunidades campesinas indígenas de origen guaraní. Las localidades más cercana a la zona son Samaipata hacia el norte y Camiri hacia el sur.
Esta ruta se inicia en Alta Gracia en Argentina y transita por diferentes ciudades como San Martín de Los Andes, Bariloche y de ahí pasa a Chile, donde se hospeda en Osorno, Traiguén, y se dirige a Valparaíso, Santiago y al Norte para pasar a Bolivia.

## El recorrido
La Ruta del Che es un recorrido de 800 km que atraviesa los hitos de la campaña guerrillera de Guevara y su grupo.

### Camiri
Camiri, conocida como la capital petrolera de Bolivia, está ubicada en la principal ruta de acceso a Bolivia desde el sur, tanto desde Paraguay (a través de la Trans-Chaco) como desde la Argentina y que, hacia el norte, lleva a Santa Cruz de la Sierra. Allí existe y puede visitarse el cuartel-museo donde fueron detenidos y torturados, y la biblioteca donde fueron enjuiciados el intelectual francés Régis Debray y el pintor argentino Ciro Bustos, relacionados con el grupo rebelde. Bajo tortura, el primero confirmó a los militares bolivianos que el Che Guevara estaba operando en la zona y el segundo realizó dibujos de los integrantes del grupo, cuyos originales se encuentran actualmente exhibidos en el casino de oficiales del cuartel de Camiri. Como interesante curiosidad hay que apuntar que Debray se casó en ese casino de oficiales, mientras se encontraba detenido, para lo cual recibió una autorización de dos horas. 
También se encuentra la habitación de hotel donde se alojaba la guerrillera argentina Tania (Tamara Bunke), la única mujer del grupo.

### Lagunillas
En Lagunillas, un caserío cercano a la finca en la que se instalaron los guerrilleros, se puede visitar un museo sobre la Guerrilla de Ñancahuazú, comandada por el Che Guevara.

### Ñancahuazú
La finca adquirida por los guerrilleros se encontraba en el río Ñancahuazú. Allí se instaló el campamento y se produjeron los primeros combates y muertes. También existía una construcción que servía de pantalla para los lugareños y la policía.

### Vado de Yeso
El Río Ñancahuazú desemboca el en caudaloso Río Grande, algunos kilómetros aguas abajo del lugar en que se había instalado el campamento guerrillero. Allí cerca se produjo la Emboscada de Vado del Yeso, en la que resultaron muertos todos los integrantes menos uno de la segunda columna guerrillera, al mando de "Vilo" Acuña, entre ellos la combatiente argentina Tania.

### Samaipata
Samaipata, una pequeña población de 3.000 habitantes, ubicada en la ruta que une Santa Cruz de la Sierra y Cochabamba, al norte de Ñancahuazú, fue tomada por la guerrilla con el fin de obtener alimentos y medicinas.

### La Higuera
En el pequeño caserío (30 viviendas) de La Higuera, a 2.160 metros de altura, se ha preservado la escuela en la que fue detenido, interrogado y asesinado Ernesto Guevara y algunos de sus hombres. Allí se ha construido un conocido monumento al Che Guevara, que consiste en una gran busto sobre una piedra y una cruz, al lado de la escuela en la que murió. El busto fue colocado en 1978 y los militares que gobernaron Bolivia durante sucesivas dictaduras intentaron destruirlo en reiteradas oportunidades, tras lo cual volvía a ser reconstruido por manos anónimas una y otra vez.
Desde La Higuera es posible realizar una breve caminata a la Quebrada del Churo, donde se produjo el combate en el que el Che Guevara fue herido y capturado.

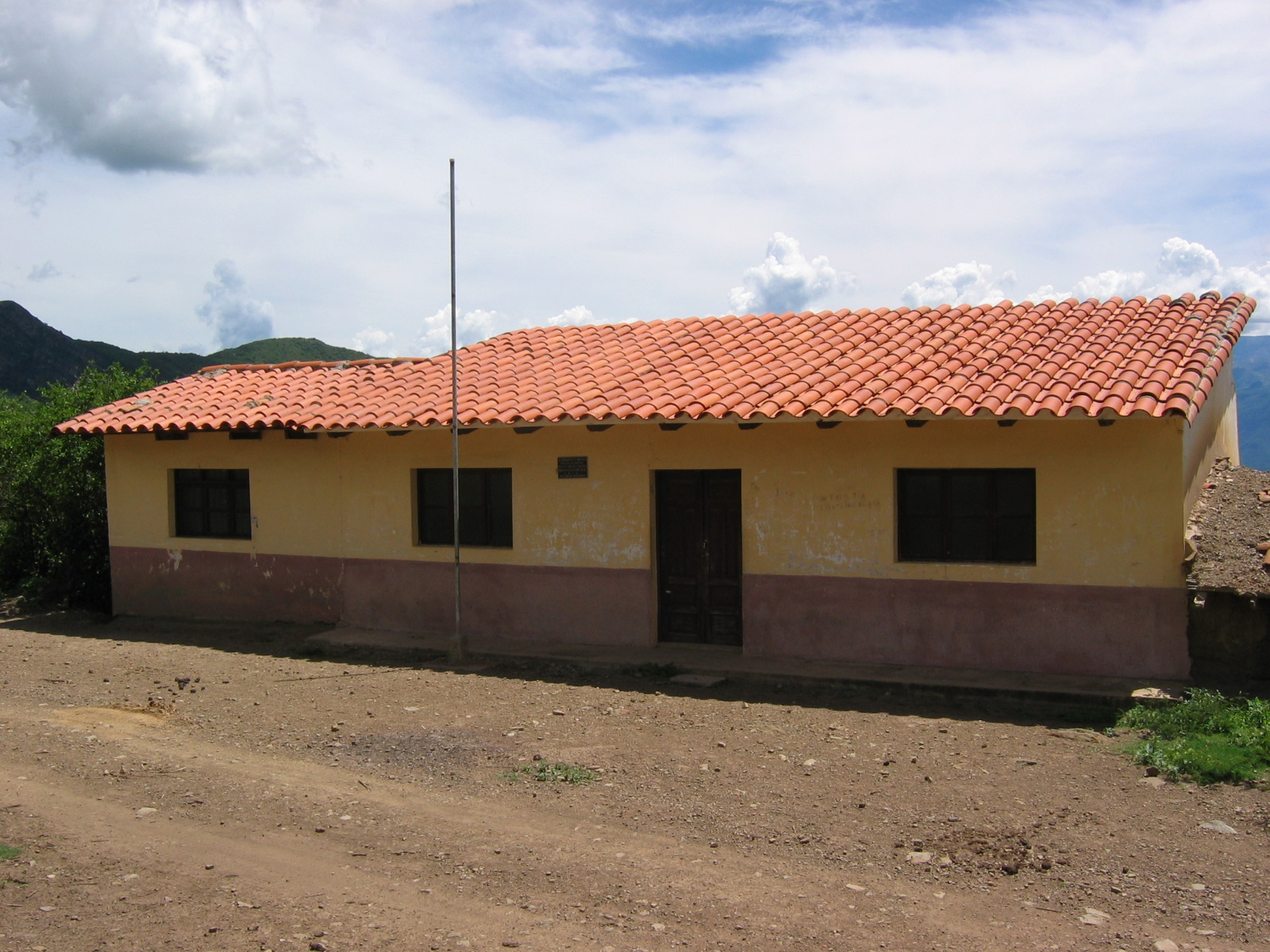
La Higuera: escuela en la que fue asesinado el Che Guevara, preservada
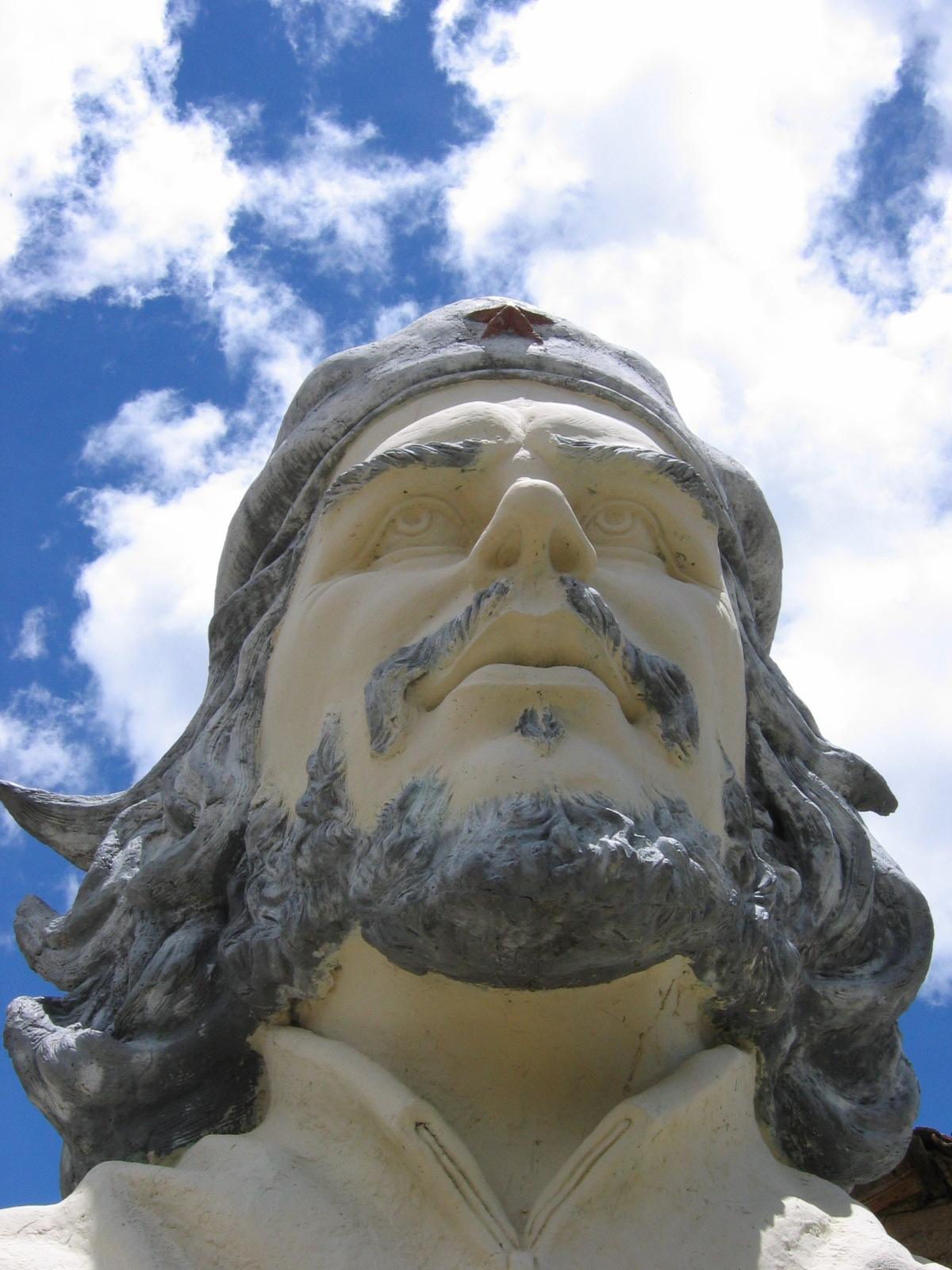
Busto (toma cercana)
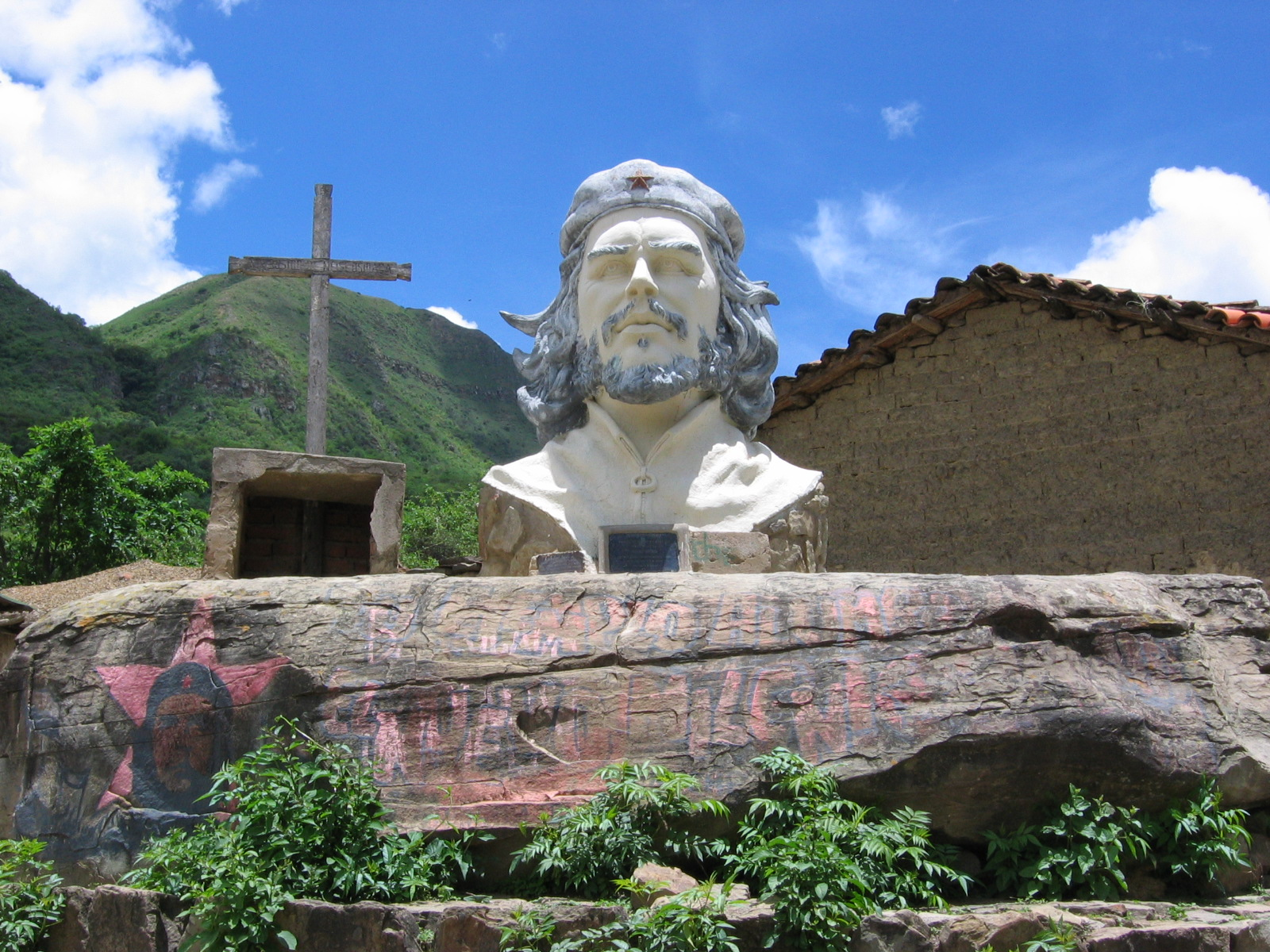
Busto

### Vallegrande
En Vallegrande se había instalado el mando militar y en especial los rangers bolivianos y los agentes de la CIA que fueron enviados a la región para combatir la guerrilla de Ñancahuazú.
Allí se ha preservado el Hospital Nuestro Señor de Malta y su famosa lavandería, donde los cadáveres del Che Guevara y de algunos de sus hombres, fueron expuestos el público. Ese fue el lugar donde se tomaron las famosas fotos de Freddy Alborta que muestran al Che Guevara muerto con los ojos abiertos, cuya imagen recuerda a muchos la de Jesucristo.
También se encuentra allí preservada la fosa colectiva en la que fue enterrado clandestinamente junto a otros siete guerrilleros y que fue hallada en 1997, al igual que otras fosas colectivas en las que se encontraron restos de integrantes del grupo, con colaboración del mundialmente reconocido Equipo Argentino de Antropología Forense

## Iniciativa y organización
La Ruta del Che fue organizada como recorrido de memoria histórica y turismo por la Asamblea del Pueblo Guaraní en Bolivia. Curiosamente, la iniciativa recibió el apoyo del Ejército de Bolivia, el mismo que capturó y fusiló al Che Guevara.